# Chrysanthia viridissima
| Bilder von Chrysanthia viridissima               |                                                      |                       |
|                                                  |                                                      |                       |
| Bild 3: Behaarung                                |                                                      |                       |
| Bild 1: Vorder- und Mittel- hüften berühren sich | Bild 2: Kopf, Einlenkung der Fühler, eiförmige Augen |                       |
| Bild 1: Vorder- und Mittel- hüften berühren sich | Bild 2: Kopf, Einlenkung der Fühler, eiförmige Augen | Bild 4: Seitenansicht |
|                                                  |                                                      |                       |
| Bild 5: Aufsicht                                 | Bild 5: Aufsicht                                     | Bild 6: Unterseite    |

Chrysanthia viridissima ist ein Käfer aus der Familie der Scheinbockkäfer (Oedemeridae). Der metallisch grün, blau oder kupfrig gefärbte Käfer ist ziemlich häufig. Er wird sieben bis zehn Millimeter lang.
Die Art wird in Nordrhein-Westfalen als ausgestorben oder verschollen geführt. Auf der „Roten Liste der Totholzkäfer Baden-Württembergs“ wird sie als „nicht gefährdet“ eingestuft.
Die Art wurde erstmals 1758 in der berühmten 10. Auflage von Linnés Systema naturae in der Gattung Cantharis unter der Nummer 28 als Cantharis viridissima aufgeführt und mit den Worten  Cantharis thorace teretiusculo, corpore viridi (lat. eine Cantharis mit zylindrischer Brust und grünem Körper) beschrieben. Er grenzt damit die Art nur durch die Färbung gegen die vorgehende und folgende  Art ab, was den  Artnamen viridissima  (lat. sehr grün) erklärt. Die Gattung Chrysanthia wurde erst 1844 definiert, der Name ist von altgr. χρυσός chrysós, Gold und άνθος ánthos, Blüte abgeleitet. Die Gattung wird durch acht Arten repräsentiert, die alle auch in Europa vorkommen.

## Beschreibung des Käfers
Wie bei allen Scheinbockkäfern sind die Vorderhüfthöhlen hinten offen. Die Vorderhüften sind zapfenförmig und berühren sich. An der Basis sind sie nur durch einen kleinen dreieckigen Fortsatz der Vorderbrust getrennt. Das Gleiche gilt für Mittelhüften und Mittelbrust (Bild 1). Die Hinterhüften sind getrennt (Bild 6). Die Vorderschienen besitzen zwei Enddornen. Die Hintertarsen sind viergliedrig, alle anderen fünfgliedrig (Tarsenformel 5-5-4). Bei allen Tarsen ist das Glied vor dem Klauenglied nach beiden Seiten lappenartig verbreitert. Nur das erste Glied der Hintertarsen ist unten filzig behaart.
Der Halsschild ist länglich herzförmig, seitlich gerundet und ungerandet. Er ist deutlich schmäler als die Flügeldecken.
Der Kopf ist nach vorn gestreckt und hinter den Schläfen nicht plötzlich eingeschnürt. Die Augen sitzen seitlich am Kopf. Sie sind hoch gewölbt und von der Seite gesehen eiförmig. Die Stirn ist zwischen den Augen viel breiter als zwischen den Einlenkungen der Fühler. Die Fühler sind elfgliedrig und fadenförmig und entspringen weit vor den Augen (Bild 2). Das zweite Fühlerglied ist relativ lang, etwa halb so lang wie das dritte. Der Kiefertaster ist viergliedrig. Das erste Glied ist sehr klein, das Endglied der Kiefertaster ist beilförmig (in Bild 5 und 6 zu erkennen, sonst perspektivisch verkürzt).
Die Flügeldecken sind seitlich heruntergebogen und nach hinten nur leicht verengt. Die abgerundeten Schultern überragen die Basis des Halsschildes deutlich. Jede Flügeldecke besitzt vier schwach erhabene Adern. Drei sind in der Aufsicht erkennbar.  Die vierte (seitliche) entspringt der Schulterbeule und verläuft parallel zum Seitenrand der Flügeldecken breit getrennt von diesem. In Bild 4 ist der durch die Belichtung goldgrün erscheinende Streifen am Flügelende durch die dritte Flügelader und den Rand der Flügeldecken begrenzt. Die Flügeldecken klaffen hinten leicht auseinander und die Naht ist höchstens nahe der Spitze gerandet.
Chrysanthia viridissima unterscheidet sich von der ähnlichen Art Chrysanthia geniculata (früher Ch. nigricornis) durch die Behaarung, die Ausbildung des Halsschildes und der Rippen auf den Flügeldecken und die Färbung. Die Behaarung der Flügeldecken ist bei Ch. viridissima kürzer als bei Ch. geniculata und nach hinten gerichtet, bei Ch. geniculata schräg nach außen. Zwischen der anliegenden Behaarung stehen bei Ch. geniculata lange schwarze abstehende Borstenhaare, bei Ch. viridissima nicht (Bild 3). Der Halsschild ist bei Ch. viridissima länger als bei Ch. geniculata und sein Vorderrand leicht ausgerandet, bei Ch. viridissima dagegen gerade abgestutzt. Bei Ch. viridissima besitzt der Halsschild eine Mittellängslinie, bei Ch. geniculata dagegen nicht. Die Flügeldecken sind bei Ch. viridissima lebhaft punktiert, so dass auch die Längsrippen uneben sind, während bei Ch. geniculata die Flügeldecken erloschen strukturiert sind und die Rippen glatt hervorstehen. Die Beine und Fühler sind bei Ch. viridissima dunkel, während bei Ch. geniculata die Basis der Fühler, der Schenkel und Schienen gelb sind. Bei beiden sind die Vorderschienen unten gelb.

## Vorkommen
Die Käfer kommen in Europa, östlich bis nach Sibirien vor. Im südlichen Mitteleuropa sind sie ziemlich häufig. Man findet sie von Juni bis Juli auf Blüten an Waldrändern. In einer bayerischen Arbeit wird Totholz (Hartholz) in offenen Waldstrukturen als Lebensraum für die Larve angegeben, in einer spanischen Veröffentlichung feuchte Kiefernwälder zentraleuropäischer Art.

## Lebensweise
Die Imagines kommen hauptsächlich auf sonnigen Wiesen vor, auch an Waldrändern und auf Kahlschlägen. Man trifft die Tiere auf Blüten an, wo sie Pollen fressen. Die Larven leben im Holz und sind xylophag. Sie werden nach Schmidl und Bussler 2004 als Altholzbesiedler eingestuft.